# Système d'adduction d'eau de Bethlehem
La système d'adduction d'eau de Bethlehem, en anglais Bethlehem Waterworks, Old Waterworks ou 1762 Waterworks, est réputé être le plus ancien système d'adduction d'eau alimenté par une pompe sur le territoire des États-Unis. Le bâtiment abritant les pompes, qui comprend l'équipement original et une reproduction, est situé dans le quartier colonial industriel de la ville de Bethlehem, en Pennsylvanie, entre le Monocacy Creek et Main Street. Il a été déclaré Lieu historique national en 1981,.

## Description et historique
Le bâtiment abritant le système d'adduction de Bethlehem est situé dans la plaine du Monocacy Creek, au sud du centre historique de Bethlehem. C'est un édifice de deux étages et demi, construit en moellons de calcaire, qui est d'environ 24 pieds (7 m) carré et couvert par un toit de tuile rouge. Il est installé au-dessus d'un réservoir de rétention ouvert, qui était à l'origine bordé par un bois bordé de tranchées, à proximité d'une source. Il y a des portes sur trois côtés, dont l'une est à une altitude plus élevée en raison de la pente du terrain ; elle donne accès à un espace de stockage sur le niveau supérieur, tandis que les deux autres donnent accès à des mécanismes à l'intérieur. La machinerie comprend une réplique de la roue à eau, reproduite à partir des spécifications d'origine, qui ont été conservées. La roue a été à l'origine mue par l'eau du ruisseau, ce qui a fourni la puissance nécessaire pour déplacer l'eau jusqu'au l'installation située au-dessus.
Bethléem a été fondée en 1741, la première d'un certain nombre de communautés des frères moraves en Amérique du Nord. Les premiers éléments de ce système d'adduction datent de 1755, le bâtiment et les pompes ayant été construits en 1762. Actionnée par une roue, la pompe en fonte propulse l'eau dans des tuyaux (à l'origine en bois, plus tard en plomb) jusqu'au somment de la colline, où le liquide était stocké dans des citernes dans toute la ville. Johann Christopher Christensen, l'ingénieur qui l'a construit, a été probablement familier avec les mêmes systèmes de pompe trouvés dans les villes allemandes depuis le 16e siècle. Son système était imparfait, avec des éclatements de tuyaux dus à la surpression et d'autres problèmes.
L'ensemble est supposé être le premier système d'adduction utilisant une pompe à eau à être mis en œuvre dans le territoire de ce qui est maintenant les États-Unis. La ville de Boston, dans le Massachusetts avait un approvisionnement en eau municipal dès 1652, mais il était alimenté par gravité.
En 1971, le l'ensemble est inscrit dans la liste des Historic Civil Engineering Landmarks.